# Angri
Angri és un municipi italià situat a la regió de Campània i a la província de Salern. El 2025 tenia una població estimada de 34.136 habitants.